# Szemjon Zinovjevics Alapin
 Ez a cikk a sakkjátszmák algebrai lejegyzését alkalmazza.
Szemjon Zinovjevics Alapin (oroszul: Семён Зиновьевич Алапин) (Vilnius, 1856. november 19. – Heidelberg, 1923. július 15.) zsidó származású orosz–litván sakkmester, megnyitáselméleti szakember és sakkfeladványszerző.  Többek között nyelvészettel is foglalkozott, de dolgozott vasúti mérnökként és terménykereskedőként is.
Sikeres kereskedőként, jelentős anyagi javakat halmozott fel. Ez lehetővé tette, hogy 1870-től kizárólag a sakkal foglalkozzon. Ennek eredményeként az 1878/1879-es Szentpétervári versenyen Mihail Csigorinnal osztozott az első helyen. Ennek a kiemelkedő eredménynek köszönhetően is a legerősebb orosz sakkmesterek között említették joggal, hiszen a Csigorinnal 1890-ben Szentpéterváron vívott párosmérkőzésen vesztett ugyan, de elfogadhatóan szerepelt 3–7 (+3-7=0). Majd 1893-ban legyőzte Curt von Bardelebent 3,5–1,5 (+3-1=1), és 1899-ben döntetlenül végzett Carl Schlechter ellen:  3–3 (+1-1=4).
Legnagyobb versenysikerei: Bécs 1899 (4. hely), Bécs 1901 (2. hely), Monte-Carlo 1901 (5. hely), Szentpétervár 1906 (1. hely), Łódź 1908 (2. hely), München 1909 (2. hely) és 1911 (1. hely).
Saját sakkfolyóiratot adott ki Berlinben 1898–1901, Der Schachfreund (Sakkbarát) címmel. 1913-ban ugyanezen címmel egy kiadványt jelentetett meg kezdő sakkjátékosoknak.
Aktív megnyitáselméleti munkásságának köszönhetően ma már elsősorban a nevét viselő sakkmegnyitási változatokról ismert. Számos megnyitás elméleti fejlődéséhez hozzájárult – ezek közül az egyik legismertebb a szicíliai védelem Alapin-változata.
Oroszországot 1913-ban hagyta el – Heidelbergben Németországban hunyt el 1923. július 15-én.

## Az Alapin nevét viselő megnyitási változatok listája
- Szicíliai védelem, Alapin-változat: 1. e4 c5 2. c3
- Alapin-megnyitás: 1. e4 e5 2. He2!?
- Alapin-csel a francia védelemben: 1. e4 e6 2. d4 d5 3. Fe3!?
- Alapin-védelem a spanyol megnyitásban: 1. e4 e5 2. Hf3 Hc6 3. Fb5 Fb4
- Alapin-változat a Caro–Kann-megnyitásban: 1. e4 c6 2. c3
- A holland védelem Alapin-változata amely („manhattani változatként” is ismert): 1. d4 f5 2. Vd3
- A vezércsel Alapin-változata: 1. d4 d5 2. c4 e6 3. Hc3 b6
- Az Evans-csel Alapin-változata: 1. e4 e5 2. Hf3 Hc6 3. Fc4 Fc5 4. b4 Fxb4 5. c3 Ba5 6. 0-0 d6 7. d4 Fg4
- Az Evans-csel Sanders-Alapin változata: 1. e4 e5 2. Hf3 Hc6 3. Fc4 Fc5 4. b4 Fxb4 5. c3 Fa5 6. 0-0 d6 7. d4 Fd7

## Fordítás
- Ez a szócikk részben vagy egészben  a   Semyon Alapin című angol Wikipédia-szócikk fordításán alapul.  Az eredeti cikk szerkesztőit annak laptörténete sorolja fel. Ez a jelzés csupán a megfogalmazás eredetét és a szerzői jogokat jelzi, nem szolgál a cikkben szereplő információk forrásmegjelöléseként.
- Ez a szócikk részben vagy egészben  a   Simon Sinowjewitsch Alapin című német Wikipédia-szócikk fordításán alapul.  Az eredeti cikk szerkesztőit annak laptörténete sorolja fel. Ez a jelzés csupán a megfogalmazás eredetét és a szerzői jogokat jelzi, nem szolgál a cikkben szereplő információk forrásmegjelöléseként.